# Самусь Василь Максимович
Василь Максимович Самусь (6 січня 1849 (в деяких джерелах вказано 1852), Санкт-Петербург — 7 грудня 1903, Санкт-Петербург) — академічний оперний співак (баритон), драматичний актор, вокальний педагог. Відомий також під сценічним псевдонімом Максимов. Виступав у якості співака, актора і читця-декламатора.

## Життєпис
Народився у шляхетській родині в Петербурзі. Там же вчився в консерваторії, педагог — Камілло Еверарді. Ще будучи студентом Петербурзької консерваторії, почав сценічну діяльність. Закінчив консерваторію в 1876 або 1878 і залишився там працювати помічником у свого вчителя Еверарді.
Камерний репертуар: «Втеча до Єгипту» (сольні партії) Г. Берліоза, ораторія «Іоанн Дамаскін» Б. Фітінгофа-Шеля, «Легенда про св. Єлизавету» Ф. Ліста, фрагменти з «Дон Жуана» (музика Е. Направника за драматичною поемою О. Толстого), уривки з опер «Троянці» Г. Берліоза, «Мелузина» І. Гофмана, сцени з «Фауста» Р. Шумана, романси А. Рубінштейна і М. Римського-Корсакова (композитор присвятив Василю Самусю романс «Мистецтво»)..
Одночасно служив драматичним актором на сцені Александринського театру, де дебютував на початку 1880-х під псевдонімом Максимов в ролі Холмінова в спектаклі «Блукаючі вогні».
Відразу після закінчення Петербурзької консерваторії і до кінця життя викладав там же сольний спів. Спочатку як помічник основного викладача.
З 1886 — професор Петербурзької консерваторії.
З 1889 за особистим наполяганням А. Рубінштейна працював також інспектором класів співу.
З 1890 завідував класом декламації для співаків.
Серед учнів: П. Андрєєв, В. Аннєнков, С. Габель, І. Горді, І. Григорович, Л. Донський, К. Конча, Є. Коссецька, А. Лабінський, Я. Медведєв (син М. Медведєва), Б. Мезенцев (навчався в класі з декламації), К. Михайлов-Стоян, Д. Мирська, О. Святловський, С. Тамарова, М. Унковський, М. Фігнер.
Помер в 1903 році в Санкт-Петербурзі. Похований на Літераторських містках Волкового цвинтаря.